# Чакир, Михаил Михайлович
Михаи́л Миха́йлович Чаки́р (гаг. Mihail Çakir, рум. Mihail Ciachir; 27 апреля (9 мая) 1861, Чадыр-Лунга, Бендерский уезд, Бессарабская область — 8 сентября 1938 года, Кишинёв, Королевство Румыния) — молдавский и гагаузский священнослужитель и просветитель, инициатор книгопечатания на молдавском и гагаузском языках.

## Биография

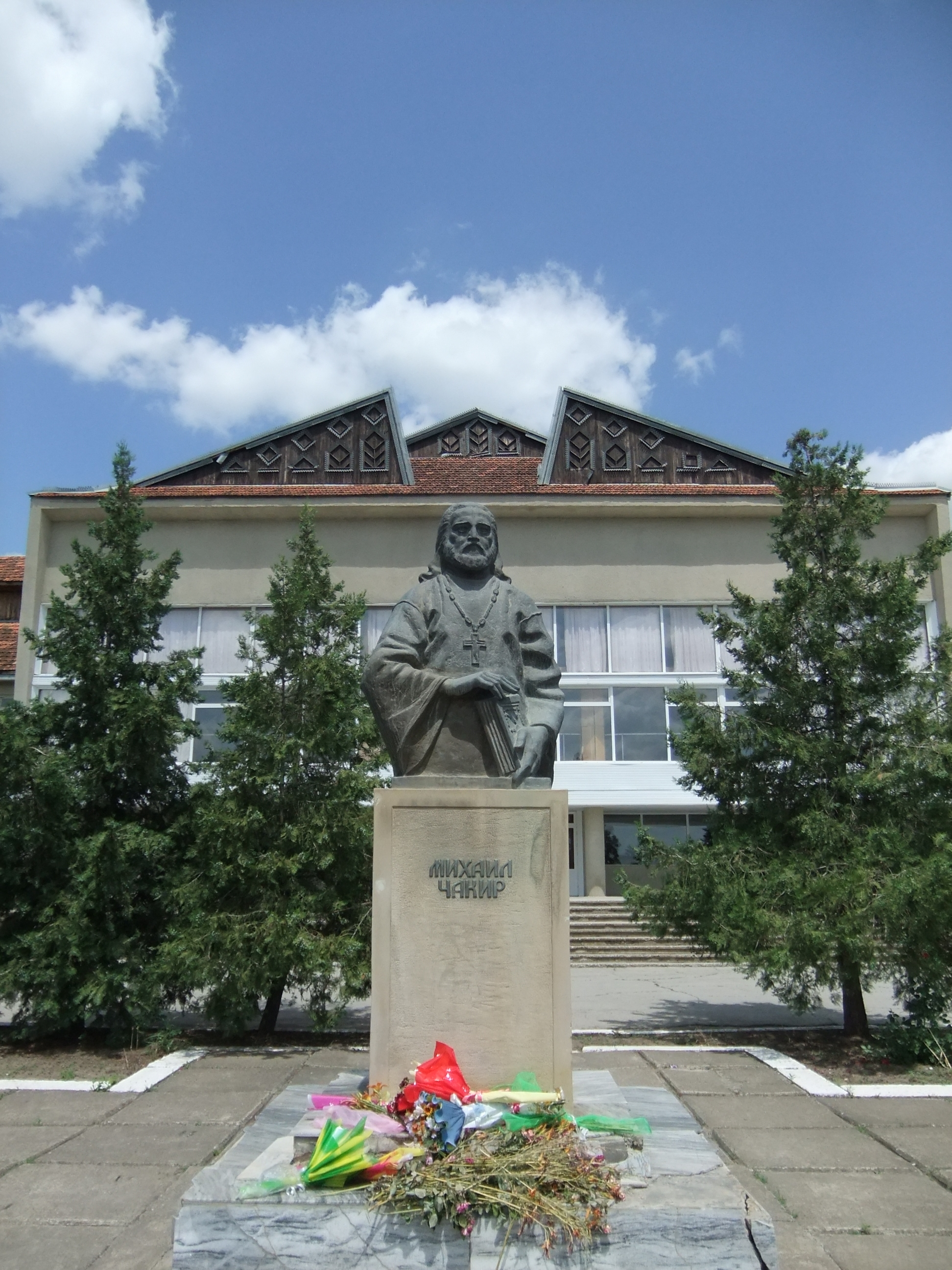
Памятник Михаилу Чакиру в Чадыр-Лунге

Михаил Чакир родился в бессарабском селе Чадыр-Лунга в семье дьячка-гагауза. Вместе с младшим братом Фёдором окончил Кишинёвскую духовную семинарию. Преподавал в Кишинёвском мужском духовном училище. Три года спустя он был избран председателем Кишинёвского училищного совета Министерства народного просвещения.
В 1896 году Михаил Чакир обратился в Министерство народного просвещения Российской империи с просьбой о разрешении печатания книг на молдавском языке. Такое разрешение было дано, при условии, что молдавский текст будет размещаться в книгах параллельно с русским. С 1901 года Чакир издаёт книги «Буковина», «Краткая молдавская грамматика», «Самоучитель по русскому языку со сведениями из грамматики». Учебник Чакира «Помощник молдаванину, начинающему изучать русский язык» выдержал три издания за 14 лет.
В 1904 году Михаил Чакир обратился в Синод за разрешением о выпуске религиозной литературы на гагаузском языке. После получения разрешения он уже в 1907 году выпустил в собственном переводе на гагаузский язык отрывки из Ветхого Завета, богослужебное Евангелие и Евангелие от Матфея.
После 1918 года, когда Бессарабия вошла в состав Румынского королевства, Михаил Чакир инициировал адаптацию гагаузского языка, до этого использовавшего кириллическую графику, к латинской графике. В то же время в 1924 году он вошёл в состав руководства православного Александро-Невского братства, координировавшего борьбу с румынизацией Бессарабии.
В 1934 году на гагаузском языке вышла книга Чакира «История бессарабских гагаузов», а через два года — его работа «Свадебные обряды гагаузов». В этих двух книгах Михаил Чакир выступил в качестве этнографа. В 1938 году в его редакции вышел гагаузско-румынский словарь.
Протоиерей Михаил Чакир скончался после недолгой болезни в 1938 году.
Решением башкана Гагаузии Михаила Формузала 2011 год был объявлен годом Михаила Чакира.